# Derecho viejo (tango)
Derecho viejo es un tango cuya música pertenece a Eduardo Arolas, que fue estrenado en 1916, si bien había sido compuesto años antes. Posteriormente se le adosaron varias letras, pero en general se lo ejecuta en su versión instrumental.

## El compositor
Eduardo Arolas  ( barrio de Barracas (Buenos Aires), Buenos Aires, 24 de febrero de 1892 - París, Francia 29 de septiembre de 1924 ) cuyo nombre de nacimiento era Lorenzo Arola, fue un bandoneonista, director y compositor de tango conocido con el apodo de El tigre del bandoneón. Comenzó en la música tocando la guitarra, pero su paso al bandoneón fue la piedra fundamental de su nacimiento como leyenda del tango. A pesar de morir con sólo 32 años, Arolas es considerado uno de los grandes autores del tango, con creaciones de una modernidad insospechable para la época. Entre sus composiciones se destacan Comme il faut, El Marne, Fuegos artificiales, Maipo y Una noche de garufa, entre otros.

## Historia
Afirmó Rafael Tuegols en una entrevista realizada en 1948 que Arolas escribió este tango en el Café La Morocha, que estaba ubicado en la esquina sudeste de Avenida Corrientes y Del Carril (hoy llamada Aníbal Troilo) donde actuaba Arolas para una concurrida audiencia, principalmente de trabajadores de los hornos de ladrillo de Parque Centenario. En ese local tocaron en las primeras décadas del siglo XX los hermanos Domingo Santa Cruz, el legendario bandoneonista y Juan, el pianista, acompañados por el flautista Carlos “Hernani” Macchi y el violinista Juan Orioli. En ese local también tocó Augusto Berto cuando era alumno de José Piazza. 
Por su parte el músico e historiador Vicente Demarco sostenía que lo había compuesto en la ciudad de Bragado allá por 1912.

## Las letras
Existen dos letras que fueron realizadas sobre la música –probablemente muy posteriores incluso a 1924 en que murió Arolas–, pero ninguna tuvo mucha difusión. 
La más antigua es de Andrés Baldessari y aparece en una versión de la Orquesta Típica Victor en la que Teófilo Ibáñez canta solamente el estribillo cuyos primeros versos son:
Usted sabrá

que cuando el amor

comienza a taconear

sentimos en el pecho

la dulce tentación.

La segunda pertenece a Gabriel Clausi, quien al inscribirla permitió que se extendiera legalmente los derechos de autor de los herederos de Arolas que se estaban por extinguir en 1974 a los 50 años del fallecimiento del compositor. Esta letra fue cantada en 1979 por Nelly Omar en la versión que grabó con José Canet y sus guitarras y sus primeros versos dicen:
Tango de mi ciudad, malevo y sensual,

canyengue y tristón, color de arrabal.

Señor de salón, tenés emoción

de noche porteña.
.

## Grabaciones
Entre las grabaciones de este tango se encuentran, entre otras, las de Eduardo Bianco, Francisco Canaro con la orquesta y con el Quinteto Pirincho, Juan D'Arienzo, Alfredo De Angelis, Julio de Caro, Juan de Dios Filiberto, Osvaldo Fresedo, Francini-Pontier, Mariano Mores y su sexteto, Mario Pardo y su guitarra, Astor Piazzolla, Armando Pontier, Francisco Pracánico, Osvaldo Pugliese, Héctor Varela, Los Astros del Tango y Los Violines de Oro del Tango.

## Película
En 1951, Manuel Romero dirigió la película Derecho viejo, inspirada en la vida de Arolas, sobre el guion de Alfredo Ruanova; el film tuvo como protagonistas a Juan José Míguez (interpretando a Eduardo Arolas), Narciso Ibáñez Menta (en un cameo como Evaristo Carriego), Severo Fernández, Nélida Bilbao y Laura Hidalgo.